# Saison 3 de Secret Story
 (juin 2025).
La troisième saison de Secret Story, est une émission française de téléréalité, diffusée sur TF1 du 19 juin 2009 au 25 septembre 2009.

## Principe
Le principe est similaire à celui de l'émission de téléréalité Loft Story. Les candidats sont enfermés dans une maison appelée « la maison des secrets » pendant . Des caméras sont installées dans toutes les pièces de la maison hormis les toilettes. Ils possèdent tous une cagnotte personnelle et un secret qu'ils doivent garder à tout prix. Le but du jeu étant de trouver le secret des autres candidats. Une « voix » accompagne les participants avec des missions en mettant de l'argent en jeu ou des sanctions. Chaque semaine, les téléspectateurs votent afin d'éliminer un candidat. Le grand gagnant empoche la somme de 186 000 euros.

## Candidats
| Candidats | Secret                                           |
| --------- | ------------------------------------------------ |
| Émilie    | Nous sommes les pires ennemies                   |
| Jonathan  | J'ai le QI d'Einstein                            |
| Cindy     | Je suis bisexuelle                               |
| Sabrina   | J’ai décidé de rester vierge jusqu’à mon mariage |
| Bruno     | Je suis un ancien SDF                            |
| Didier    | Nous sommes mariés                               |
| FX        | Je suis millionnaire                             |
| Vanessa   | Nous sommes les pires ennemies                   |
| Kevin     | Nous sommes les intrus de la maison              |
| Angie     | Nous sommes les intrus de la maison              |
| Maija     | J'ai survécu au tsunami                          |
| Élise     | Nous sommes mariés                               |
| Romain    | Nous sommes les intrus de la maison              |
| Élisabeth | J'ai été traquée par Interpol pendant 2 ans      |
| Léo       | Nous sommes les intrus de la maison              |
| Nicolas   | Je suis en communication avec Dalida             |
| Martin    | Je suis millionnaire                             |
| Daniela   | J'ai été la maitresse d'un Ballon d'or           |

## Invités
Deux invités ont fait leur apparitions lors de l'émission : 
- Saucisse ayant pour secret « J'ai été candidat à la mairie de Marseille »[15]. Il fait son entrée dans la maison le 24 juillet 2009, et est resté une semaine. Vu qu'aucun habitant n'a découvert son secret dans le temps imparti, il remporte sa cagnotte au profit de la SPA de Marseille[16].
- Rachel Legrain-Trapani ayant pour secret « Je suis Miss France 2007 » ; elle est entrée dans la maison lors du premier prime avec la fausse identité de Rosa, mais elle révèle son secret par inadvertance en disant son vrai prénom aux habitants quelques secondes après son entrée: ce moment lui vaut de nombreuses moqueries[17]. Elle quitte la maison au bout de 2 jours[18].

## Audiences
La saison 3 rassemble en moyenne 4 millions de téléspectateurs le vendredi soir en deuxième partie de soirée. Sur la femme responsable des achats de moins de cinquante ans, cible privilégiée des annonceurs, cette saison réunit 41,3%. Concernant les 15-24 ans, 60% de ceux présents devant la télévision le vendredi soir regardent la troisième saison de Secret Story.

### Émissions hebdomadaires

Audiences hebdomadaires

La troisième saison de Secret Story a réuni en moyenne 4 millions de téléspectateurs, soit 30,3 % de parts de marché sur les quatre ans et plus.
L'émission réalise sa meilleure audience en termes de téléspectateurs lors de la première émission hebdomadaire diffusée le 19 juin 2009 de 20 h 45 à 23 h 35 avec 4 927 000 téléspectateurs (et 26,3 % de parts de marché sur les quatre ans et plus). Les émissions hebdomadaires suivantes ont été diffusées, en moyenne, de 22 h 20 à 0 h 10.
La finale, quant à elle, diffusée le 25 septembre 2009, a réuni 4 878 000 téléspectateurs soit 30,5 % de parts de marché.
L'émission réalise sa meilleure audience en termes de parts de marché sur les 4 ans et plus le 28 août 2009 avec 34,8 %. En revanche, l'émission réalise sa moins bonne audience le 10 juillet 2009 avec 4 220 000 téléspectateurs et 24,4 % de parts de marché sur les quatre ans et plus.

### Émissions quotidiennes

Audiences quotidiennes

L'émission quotidienne réalise sa meilleure audience en termes de téléspectateurs le lundi 14 septembre 2009 avec 3 700 000 téléspectateurs et en termes de marché sur les quatre ans et plus le mardi 28 juillet 2009 avec 29,7 %.
En revanche, l'émission réalise sa moins bonne audience lors de la première quotidienne, diffusée le samedi 20 juin 2009, avec 2 022 000 téléspectateurs et 22,9 % de parts de marché sur les quatre ans et plus.
Rediffusions
Les rediffusions de Secret Story connaissent un très fort engouement. Ainsi, selon des chiffres de l’institut Médiamétrie, chaque matin à 11 heures sur TF1, près d’un million de téléspectateurs (re)suivent la quotidienne de la veille, soit 20 % de part de marché. Ses résultats permettent à la chaîne de devancer l’ensemble de la concurrence dans cette case horaire. La quotidienne rediffusée également en plein milieu de la nuit, peut atteindre plus de 40 % de part de marché et jusqu'à 500 000 téléspectateurs selon l'heure de programmation.
La rediffusion de la quotidienne dans la nuit du 23 au 24 juillet, à une heure du matin, a rassemblé plus de 800 000 français soit 40 % du public présent devant leur écran. Il s’agit d’un des records nocturnes pour Secret Story.